# Skarðs-Snorri Narfason
Snorri Narfason (1175 – 1260), más conocido por su apodo Skarðs-Snorri, fue un caudillo medieval de Islandia en el siglo XIII. Tenía su hacienda en Skarð á Skarðsströnd, pertenecía al clan familiar de los Skarðverjar y era el bóndi más rico de todo el noroeste.
Skarðs-Snorri era hijo de Narfi Snorrason (m. 1202), por lo tanto nieto de Snorri Húnbogason de Skarði. Tras su ordenación como sacerdote fue apodado Snorri Skarðsprestur. Siguiendo la tradición familiar, fue un hombre más bien pacífico y logró superar las grandes embestidas de la guerra civil, un periodo conocido como Sturlungaöld, por lo que era a menudo requerido para negociar la paz o tratar asuntos legales entre las partes en litigio. Era buen amigo de Sighvatur Sturluson y su hijo Sturla Sighvatsson a veces iba acompañado de los hijos de Skarðs-Snorri en sus campañas.
Casó con Sæunn Tófudóttir y dos de sus hijos, Bárður y Sigmundur acabaron mutilados tras la batalla de Örlygsstaðir. Ambos intentaron establecer una hacienda de su padre en Reykhólar pero Bárður fue asesinado por Tumi Sighvatsson yngri, de Sigmundur no se sabe nada. Bjarni Snorrason siguió en la hacienda de su padre hasta su muerte el 13 de septiembre de 1260. Narfi Snorrason fue sacerdote en Kolbeinsstaðir y dos de sus hijos Þórður y Snorri Narfason (nieto, 1254 - 1332), siguieron viviendo en Kolbeinsstaðir. 